# Гидроксид платины(II)
Гидроксид платины(II) — неорганическое соединение, 
гидроксид металла платины с формулой Pt(OH)2,
чёрные кристаллы,
не растворяется в воде,
образует гидраты.

## Получение
- Действие щелочи на тетрахлороплатинат(II) калия:

{\displaystyle {\mathsf {K_{2}[PtCl_{4}]+2KOH\ {\xrightarrow {}}\ Pt(OH)_{2}\downarrow +4KCl}}}

## Физические свойства
Гидроксид платины(II) образует чёрные кристаллы,
не растворимые в воде.
Образует гидраты состава Pt(OH)2•2H2O — жёлтый порошок.

## Химические свойства
- Реагирует с соляной кислотой:

{\displaystyle {\mathsf {Pt(OH)_{2}+4HCl\ {\xrightarrow {}}\ H_{2}[PtCl_{4}]+2H_{2}O}}}
- Окисляется озоном:

{\displaystyle {\mathsf {Pt(OH)_{2}+O_{3}+H_{2}O\ {\xrightarrow {}}\ PtO_{2}\cdot 2H_{2}O+O_{2}\uparrow }}}